# 蒙普兰布朗
蒙普兰布朗（法語：Monprimblanc，法語發音：[mɔ̃pʁɛ̃blɑ̃]）是法国吉伦特省的一个市镇，属于朗贡区。

## 地理
蒙普兰布朗（44°37'47"N, 0°15'45"W）面积4.97 平方千米，位于法国新阿基坦大区吉倫特省，该省份为法国西南部沿海省份，是法國本土面积最大的省，北起滨海夏朗德省，西临大西洋，南至朗德省，东南接洛特-加龍省，东临多爾多涅省。
与蒙普兰布朗接壤的市镇（或旧市镇、城区）包括：栋扎克、加巴尔纳克、卢皮亚克、圣日耳曼德格拉沃、瑟芒。

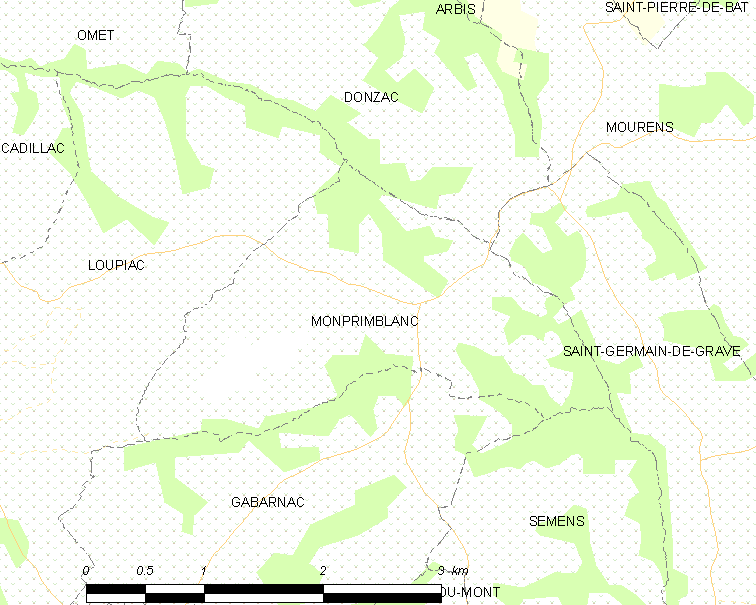
蒙普兰布朗的OSM定位图

蒙普兰布朗的时区为UTC+01:00、UTC+02:00（夏令时）。

## 行政
蒙普兰布朗的邮政编码为33410，INSEE市镇编码为33288。

## 政治
蒙普兰布朗所属的省级选区为海间县。

## 人口

1962-2008年间蒙普兰布朗人口变化图示

蒙普兰布朗于2022年1月1日时的人口数量为278人。